# Hagelstadt
Hagelstadt település Németországban, azon belül Bajorországban. Lakosainak száma 1985 fő (2023. december 31.).

## Népesség
A település népessége az elmúlt években az alábbi módon változott:
| Lakosok száma | 243  | 922  | 1163 | 1727 | 1979 | 1980 | 1975 | 1996 | 1960 | 1985 |
|               | 1875 | 1950 | 1975 | 1987 | 2012 | 2014 | 2016 | 2017 | 2021 | 2023 |